# Pilot

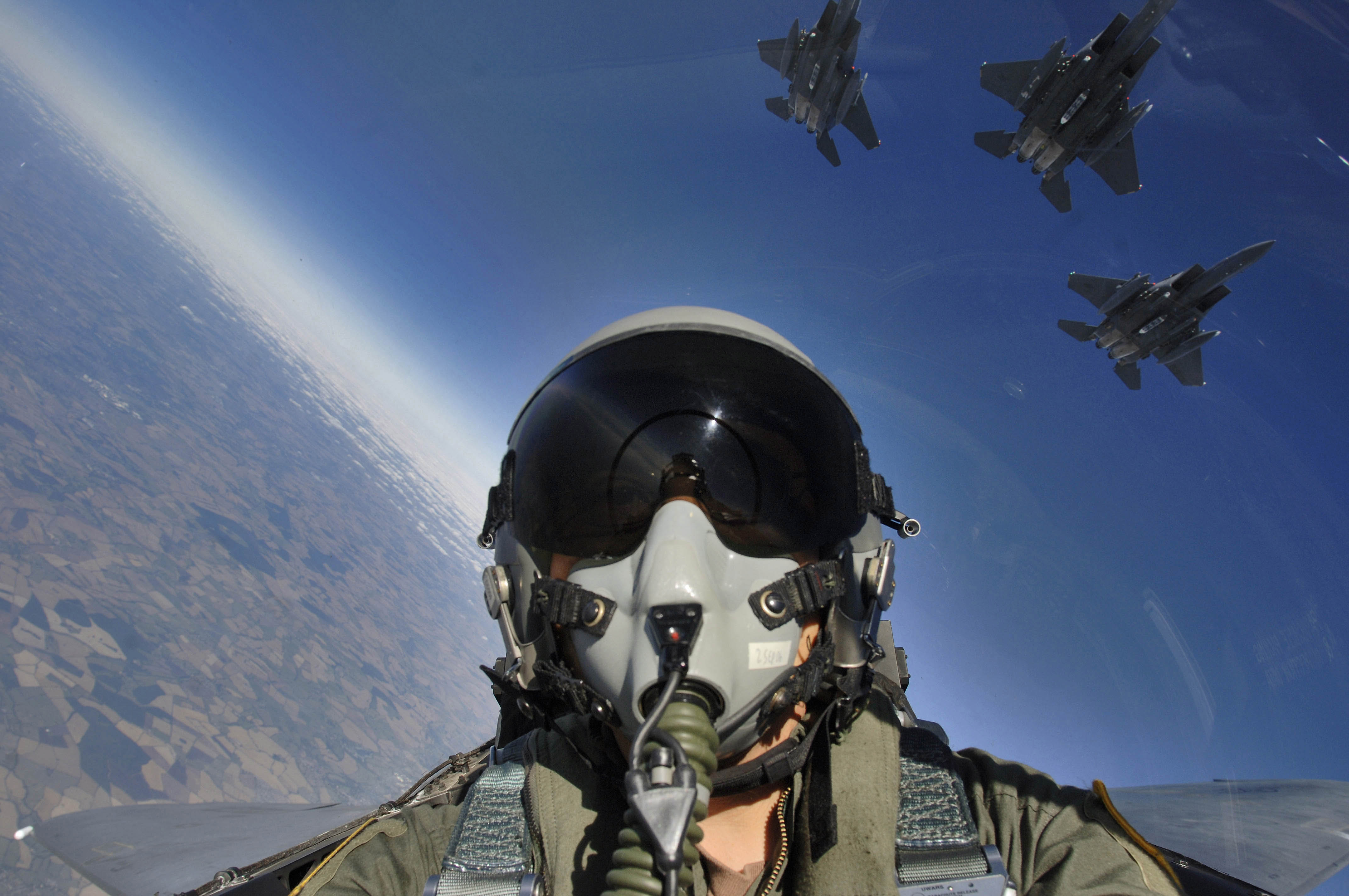
Kampfpilot während eines Übungsfluges

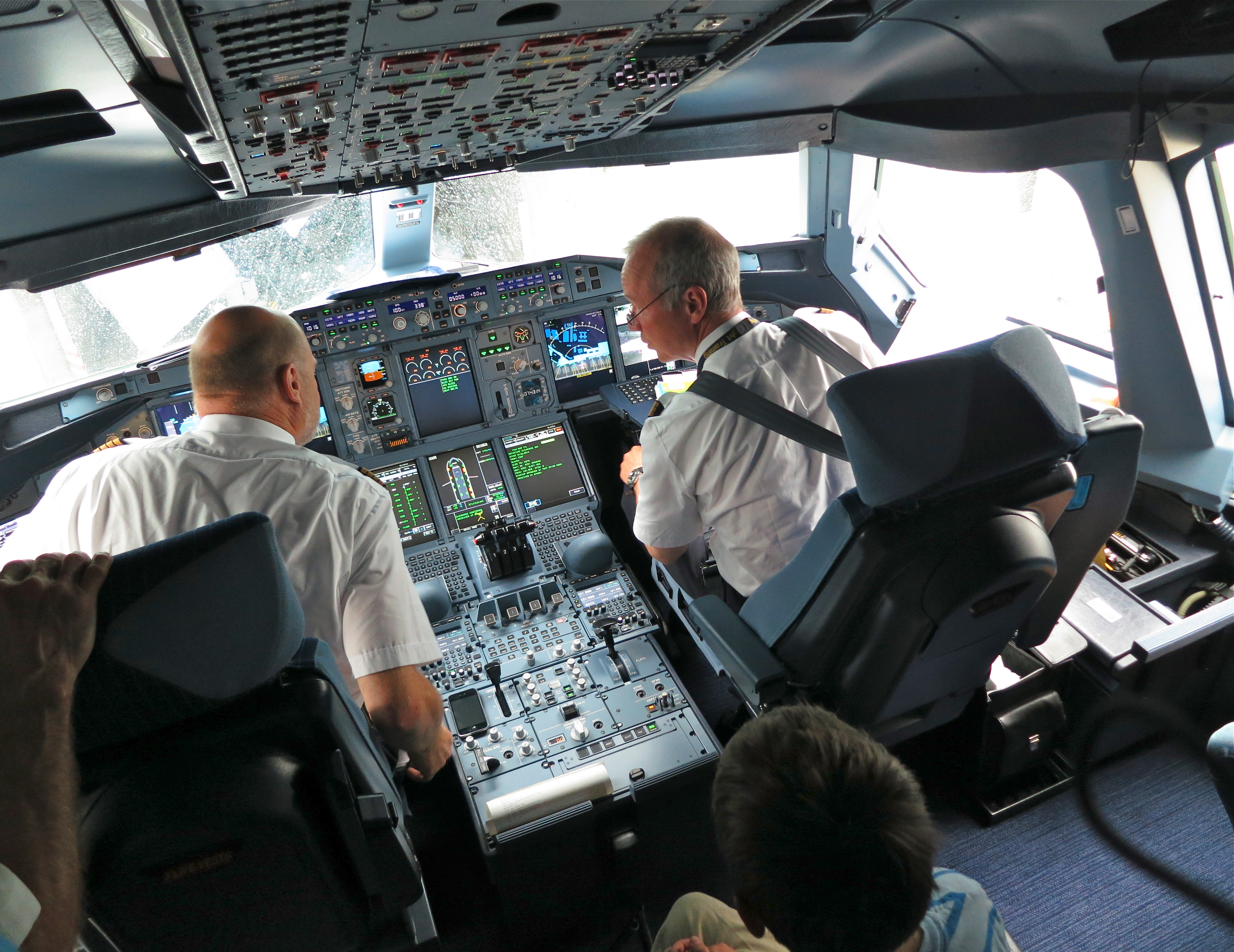
Arbeitsplatz der Piloten in einem Airbus A380

Ein Pilot oder eine Pilotin (entlehnt von französisch pilote, von italienisch pilota, ältere Form pedotta „Steuermann“, zu altgriechisch πηδόν pēdón, deutsch ‚Steuerruder‘), ist eine Person, die ein Luftfahrzeug steuert oder dazu berechtigt ist. Daher wird auch  Luftfahrzeugführer als Begriff im offiziellen Sprachgebrauch benutzt. Mitunter wird der Ausdruck „Pilot“ im übertragenen Sinne auch für Führer anderer Fahrzeuge verwendet, um deren Professionalität auszudrücken.

## Kategorisierung
Piloten und Luftfahrzeugführer lassen sich unter verschiedenen Gesichtspunkte kategorisieren:
- Der zu führenden Luftfahrzeugkategorie
  - nach der Klassifizierung der Internationalen Zivilluftfahrtorganisation:[2] Flugzeug, Drehflügler, Luftschiff, Freiballon, Segelflugzeug und Luftfahrzeuge mit vertikaler Start- und Landefähigkeit
  - mit nationalen Kategorien:
    - Luftsportgeräte in Deutschland: Dreiachs-Ultraleichtflugzeug, Ultraleicht-Tragschrauber, Ultraleicht-Hubschrauber, Trikes, Gleitflugzeuge, Fußstartfähige Ultraleichtflugzeuge, Leichte Luftsportgeräte
    - Light Sport Aircraft in den Vereinigten Staaten
- Der benötigten Lizenz mit
  - Verkehrspiloten mit Verkehrspilotenlizenz (ATPL) und als Copilot mit Multi-Crew Pilot Licence (MPL)
  - Berufspiloten mit der Berufspilotenlizenz (CPL)
  - Privatpiloten mit der Privatpilotenlizenz (PPL)
  - Segelflugzeugpiloten mit der Segelflugzeugpilotenlizenz (SPL)
  - den nicht ICAO-konformen
    - Leichtluftfahrzeug-Pilotenlizenz (LAPL) in Europa, und
    - Luftfahrerschein für Luftsportgeräteführer aus Deutschland, wobei Luftsportgeräteführer oft keine Piloten sind, z. B. als Fallschirmsportler
    - Ultraleichtschein für Ultraleichtpiloten in Österreich
    - Sport Pilot Certificate und Recreational Pilot Certificate aus den Vereinigten Staaten
- Den offiziellen oder nichtoffiziellen Titeln oder Berufsbezeichnungen während der Tätigkeit als Pilot, wie Flugschüler, Fluglehrer, Kommandant, verantwortlicher Pilot, Flugkapitän, Copilot, Testpilot, Chefpilot oder Buschpilot
- Der Tätigkeit in einem Luftfahrzeug mit mehreren Piloten, wie Pilot Flying, Pilot not Flying, Pilot Monitoring
- Militärluftfahrzeugführer, der ein militärisches Luftfahrzeug mit oder ohne Kampfauftrag fliegt
  - Kampfpilot (z. B. Kampfjet)
    - Jagdflieger (z. B. Jagdflugzeug)
    - Bomberpilot (z. B. Bombenflugzeug oder Jagdbomber)
    - Schlachtflieger (z. B. Erdkampfflugzeug)

  - Aufklärungsflieger (z. B. bemanntes „Aufklärungsflugzeug“)
  - Transportfliegerpilot (z. B. mil. „Transportflugzeug“)
  - Hubschrauberpiloten (z. B. Hubschrauber)
    - Kampfhubschrauberpilot (z. B. Kampfhubschrauber)
    - Transporthubschrauberpilot (z. B. Transporthubschrauber)

  - Pilot, Controller oder Drohnenpilot eines zivilen oder militärischen unbemannten Luftfahrzeugs (z. B. mil. Unmanned Aeral Vehicle (UAV) oder Remote Control Vehicle (RCV))
  - Militärluftfahrzeugführer außerhalb der Luftstreitkräfte
    - der Marineflieger
    - der Heeresflieger
- Führen von Luftfahrzeugen von Behörden und Organisationen mit Sicherheitsaufgaben wie Polizeihubschrauber, Rettungshubschrauber und Löschflugzeuge
- Führen von unbemannten Luftfahrzeugen und Flugmodelle

## Verantwortlicher Pilot

### Rechte und Pflichten

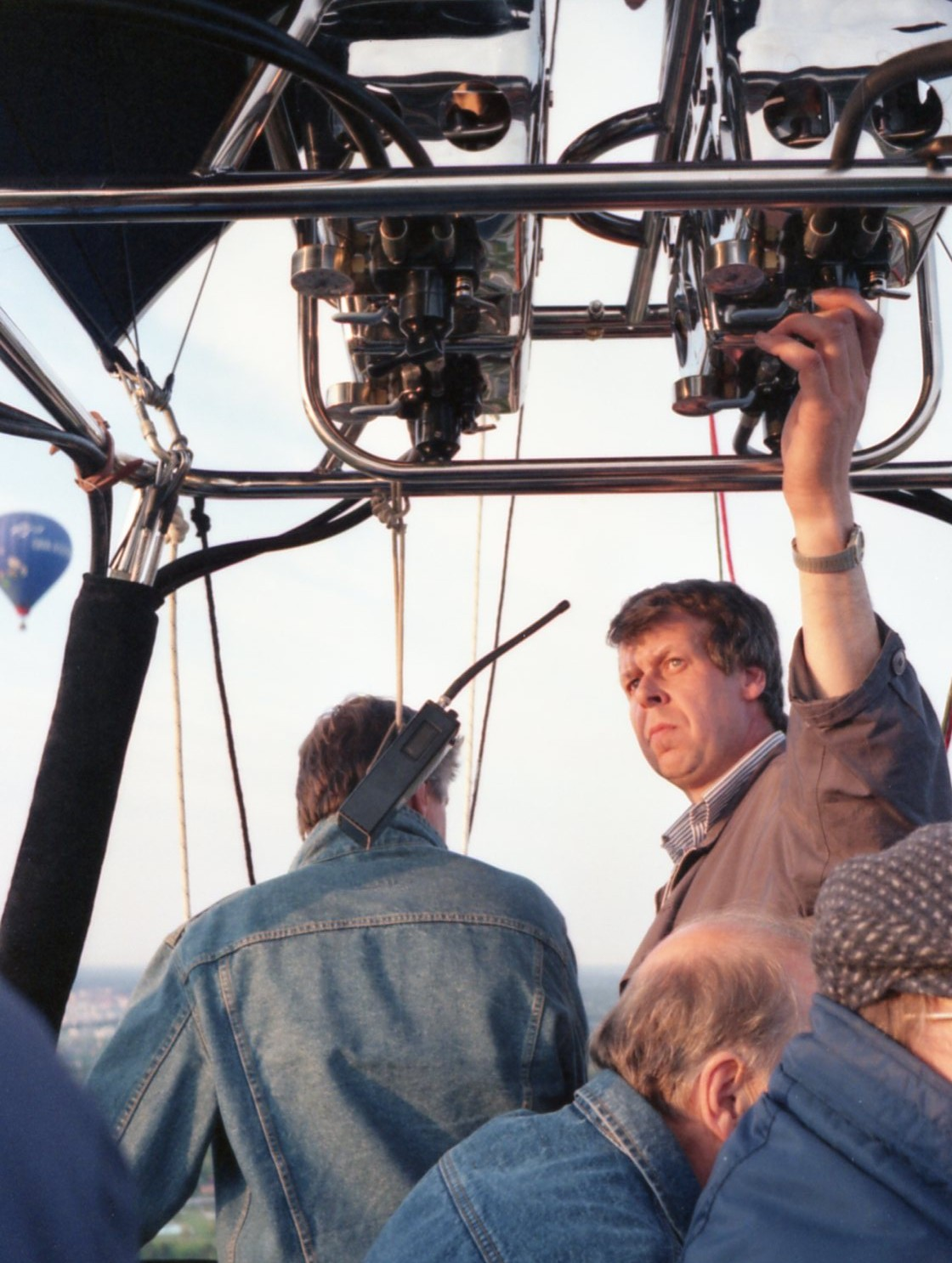
Ballonfahrer als verantwortlicher Luftfahrzeugführer mit Fahrgästen

Ein verantwortlicher Luftfahrzeugführer, englisch Pilot in Command PIC, (auch Flugkapitän oder Kommandant) ist der Pilot, der vom Halter des Luftfahrzeuges hierzu bestimmt ist. Voraussetzungen hierfür sind eine gültige Fluglizenz und notwendige Flugerfahrung, zusätzlich Musterberechtigung, Medizinisches Tauglichkeitszeugnis und Sprechfunkzeugnis. Er ist für die sichere Durchführung des Fluges verantwortlich und ist Inhaber der sogenannten Bordgewalt, § 12 Luftsicherheitsgesetz (LuftSiG), international geregelt im Tokioter Abkommen. Damit ist er gegenüber jedem an Bord weisungsbefugt, einschließlich Flugsicherheitsbegleitern, und kann seine Weisungen bei Notwendigkeit mit Gewalt durchsetzen, z. B. Fesselung von Passagieren oder Fluggästen.
Verkehrsflugzeuge werden meistens von mindestens zwei Piloten geflogen oder, bei Langstreckenflügen, mit mehreren Besatzungen. Unabhängig davon gibt es an Bord immer nur einen verantwortlichen Piloten.

### Verantwortlicher Pilot unter Aufsicht
Der verantwortliche Pilot unter Aufsicht (englisch Pilot in Command under Supervision PICUS) ist ein Pilot, der unter Aufsicht des verantwortlichen Piloten die Aufgaben und Funktionen eines verantwortlichen Piloten ausführt, ohne dass der verantwortliche Pilot eingreift.

### Verantwortlicher Pilot in Ausbildung
Der verantwortliche Pilot in Ausbildung (englisch Student Pilot-in-Command SPIC) ist ein Flugschüler, der bei einem Flug mit einem Fluglehrer als verantwortlicher Pilot handelt, wobei der Fluglehrer den Flugschüler nur beobachtet und keinen Einfluss auf den Flug nimmt.

## Privatpilot

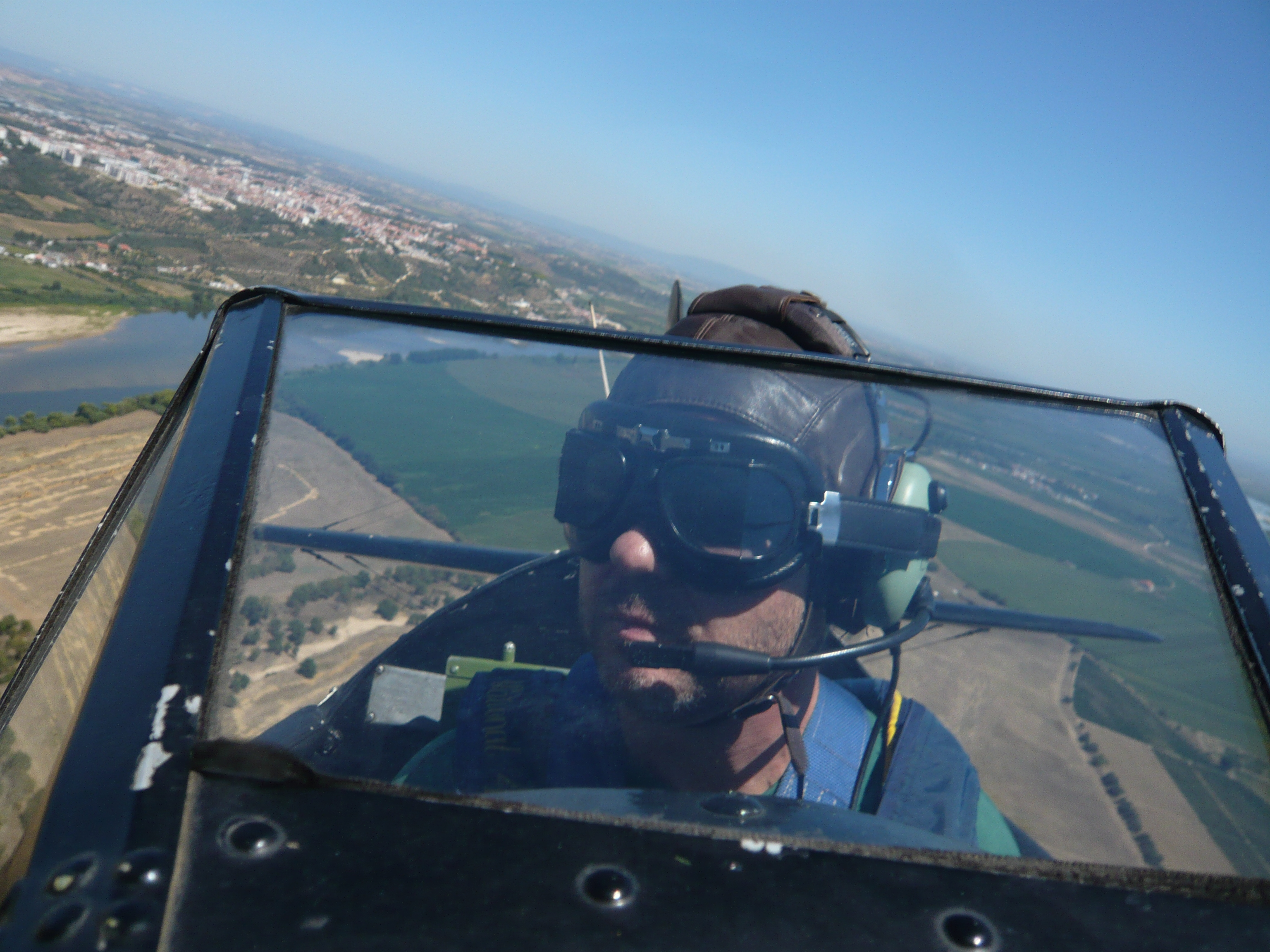
Fliegen als Freizeitbeschäftigung

Privatpiloten fliegen Luftfahrzeuge im nicht gewerblichen Betrieb und Luftsportgeräte, meist als Freizeitbeschäftigung, und dürfen für ihre Tätigkeit mit wenigen Ausnahmen, wie z. B. Fluglehrer für Luftsportgeräte in Europa, kein Entgelt bekommen. Das bedeutet, dass jede Beförderung von Passagieren gegen Bezahlung verboten ist. Es gibt eine Vielzahl von unterschiedlichen Lizenzen, die privat das Fliegen ermöglichen. Abhängig von den entsprechenden Berechtigungen gibt es für Privatpiloten keinerlei Größen- oder Gewichtsbeschränkung auf die geflogenen Luftfahrzeuge. Privatpiloten tragen keine Uniform.
Die einzig weltweit gültige Lizenz für den Privatbereich ist die Privatpilotenlizenz nach den Richtlinien der Internationalen Zivilluftfahrtorganisation (ICAO). Sie erlaubt das weltweite nichtgewerbliche Führen von Luftfahrzeugen verschiedener Kategorien und Klassen auf Luftfahrzeugen des Staates der ausstellenden Behörde. Sie stellte bis heute für die meisten Luftfahrzeugklassen die Einstiegslizenz dar und ist meist notwendige Voraussetzung für den Erwerb einer Berufspilotenlizenz.

## Berufspilot

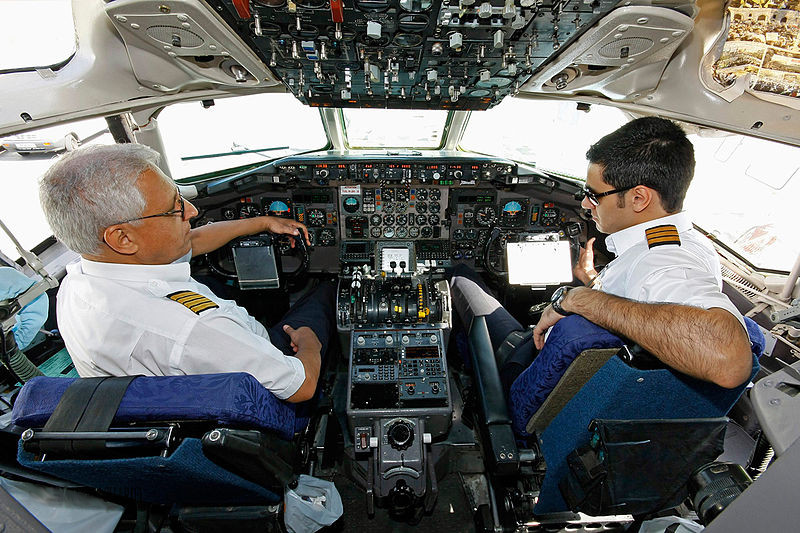
Zwei Piloten im Cockpit einer Passagiermaschine.
Links: Kapitän, rechts: Erster Offizier

Während Piloten in den Anfängen der Luftfahrt Pioniere waren, entstand mit den ersten kommerziellen Flügen der Beruf Pilot. Heutzutage unterscheidet man Berufsflugzeugführer, die kommerziell in der Luftfahrt tätig sind, und Verkehrsflugzeugführer, die meist bei Fluggesellschaften fliegen. Für kommerzielle Flüge mit Flugzeugen bis 5,7 t MTOW, die von einem einzelnen Piloten geflogen werden können, ist die Berufspilotenlizenz (Commercial Pilot Licence, CPL) vorgeschrieben. Dagegen benötigen verantwortliche Flugzeugführer für den kommerziellen Betrieb von Flugzeugen, für deren Betrieb eine mehrköpfige Besatzung vorgeschrieben ist bzw. deren Abfluggewicht über 5,7 t MTOW liegt, die Verkehrspilotenlizenz (ATPL) oder die Multi-Crew Pilot Licence (MPL). Für Kopiloten genügt die Berufspilotenlizenz mit Theorieprüfung der ATPL und ergänzender praktischer Ausbildung (frozen ATPL). Insgesamt hatten 2017 in Deutschland ca. 19.000 Personen eine ATPL- oder MPL-Lizenz.
Bei Luftfahrzeugen bis auf Flugzeuge wird die Ausbildung in Stufen durchgeführt. Nach dem Erhalt der Privatpilotenlizenz wird die Berufspilotenlizenz mit Instrumentenflugberechtigung erworben. Es erfolgt eine Ausbildung auf mehrmotorigen Maschinen, für Luftfahrzeuge mit mehreren Personen im Cockpit und eine Musterberechtigung. Nach dieser Ausbildung erfolgt der Berufseinstieg als Kopilot, um nach Erlangung der benötigten Flugstunden die Prüfung zum Verkehrspiloten abzulegen, um als verantwortlicher Luftfahrzeugführer arbeiten zu können. Verkehrspiloten mit dieser Ausbildung sind berechtigt, die Rechte der untergeordneten Lizenzen wahrzunehmen.
Seit 2008 wird an Verkehrsflugschulen die Ausbildung direkt zur Multi-Crew Pilot Licence angeboten. Die Ausbildung ist direkt auf den Einsatz als Kopilot in einer Verkehrsmaschine mit Mehrbesatzungscockpit ausgerichtet. Andere Pilotenlizenzen werden nicht mehr erworben, Alleinflüge während der Ausbildung sind nicht vorgesehen. Erhalten nach der benötigten Flugzeit diese Piloten die Berechtigung zum Verkehrspiloten, so sind sie nicht berechtigt, Flugzeuge im Alleinflug zu fliegen und die Rechte eines Berufspiloten oder Privatpiloten auszuüben. Es wird deshalb kritisiert, dass diese Ausbildung rein auf die Tätigkeit in großen Fluggesellschaften zugeschnitten ist und den Arbeitsmarkt für den Piloten einschränkt. Der Pilot ist damit aufgrund der beschränkten Lizenz nicht für alternative gewerbliche Tätigkeiten in der Luftfahrt geeignet, wie z. B. eine Tätigkeit als Pilot in der Allgemeinen Luftfahrt.

### Cockpit-Besatzung
Sind für den Betrieb des Luftfahrzeuges mehrere Personen erforderlich, so arbeiten sie zusammen:
- Der Flugkapitän oder Kommandant (englisch Captain, CPT) ist der verantwortliche Luftfahrzeugführer eines Verkehrsflugzeugs (Pilot In Command, PIC), der die Verantwortung für die Koordination im Cockpit sowie die Sicherheit von Luftfahrzeug und Insassen trägt und hierzu zu jeder Zeit die Entscheidungs- und Weisungsbefugnis hat. Er muss jedoch nicht die gesamte Flugzeit auch die Steuerung übernehmen; meistens wird dies während des Fluges mit den Ersten Offizieren (s. u.) abgewechselt. Derjenige, der gerade die Steuerung wahrnimmt (das heißt startet, landet und Richtungs- oder Höhenänderungen vornimmt), wird Pilot Flying (PF) genannt, der jeweils andere Pilot Not Flying (PNF), bzw. bei einer überwachenden Tätigkeit (z. B. bei einem Fluglehrer) Pilot Monitoring (PM).
- Checkkapitäne sind für die Aus- und Weiterbildung von fliegendem Personal einschließlich Praxis zuständig.[7]
- Der Erste Offizier (englisch First Officer, FO), auch Kopilot bzw. Copilot genannt, unterstützt und vertritt den Flugkapitän. Er führt ebenfalls selbstständig Flüge durch, hat jedoch nicht die Kommandogewalt an Bord.
- Bei manchen Fluggesellschaften beginnt die Laufbahn des Kopiloten als Zweiter Offizier (englisch Second Officer, SO). Je nach Ausbildungsmodell der Fluggesellschaft unterscheidet sich die Tätigkeit entweder nicht von der des Ersten Offiziers, oder der Zweite Offizier arbeitet anfangs auf Langstreckenflügen als Cruise Relief Copilot (CRC), der nur während des Reiseflugs am Steuer sitzt.
- Der Senior First Officer (SFO) stellt eine besondere Form des ersten Offiziers dar und ist berechtigt, den Kapitän während des Reisefluges abzulösen (als solcher dann Pilot In Command Relief, PICR). Ab einer Streckenlänge von ungefähr 7500 km wird bei den meisten Linienfluggesellschaften ein SFO eingesetzt.
- Der Flugingenieur (englisch Flight Engineer, FE) steuert das Luftfahrzeug nicht, sondern bedient dessen technische Systeme. Hierzu zählten in der Vergangenheit sogar Triebwerks-/Schub-/Leistungssteuerung und die Kraftstoffsystemsteuerung über eigene Regler. Flugingenieure arbeiten heute nur noch auf älteren Flugzeugtypen mit Drei-Mann-Cockpit, während heute die modernen Langstreckenflugzeuge mit teilweise automatisierten Zwei-Mann-Cockpits ausgestattet sind, in denen nur die zwei Piloten tätig sind.

Früher gehörten oft auch ein Funker und ein Navigator zur Besatzung. Diese wurden ab den 1960er-Jahren durch den Ausbau des Sprechfunkverkehrs und durch die Einführung automatischer Navigationssysteme wie INS ersetzt.

### Dienstgradabzeichen der Cockpit-Besatzung

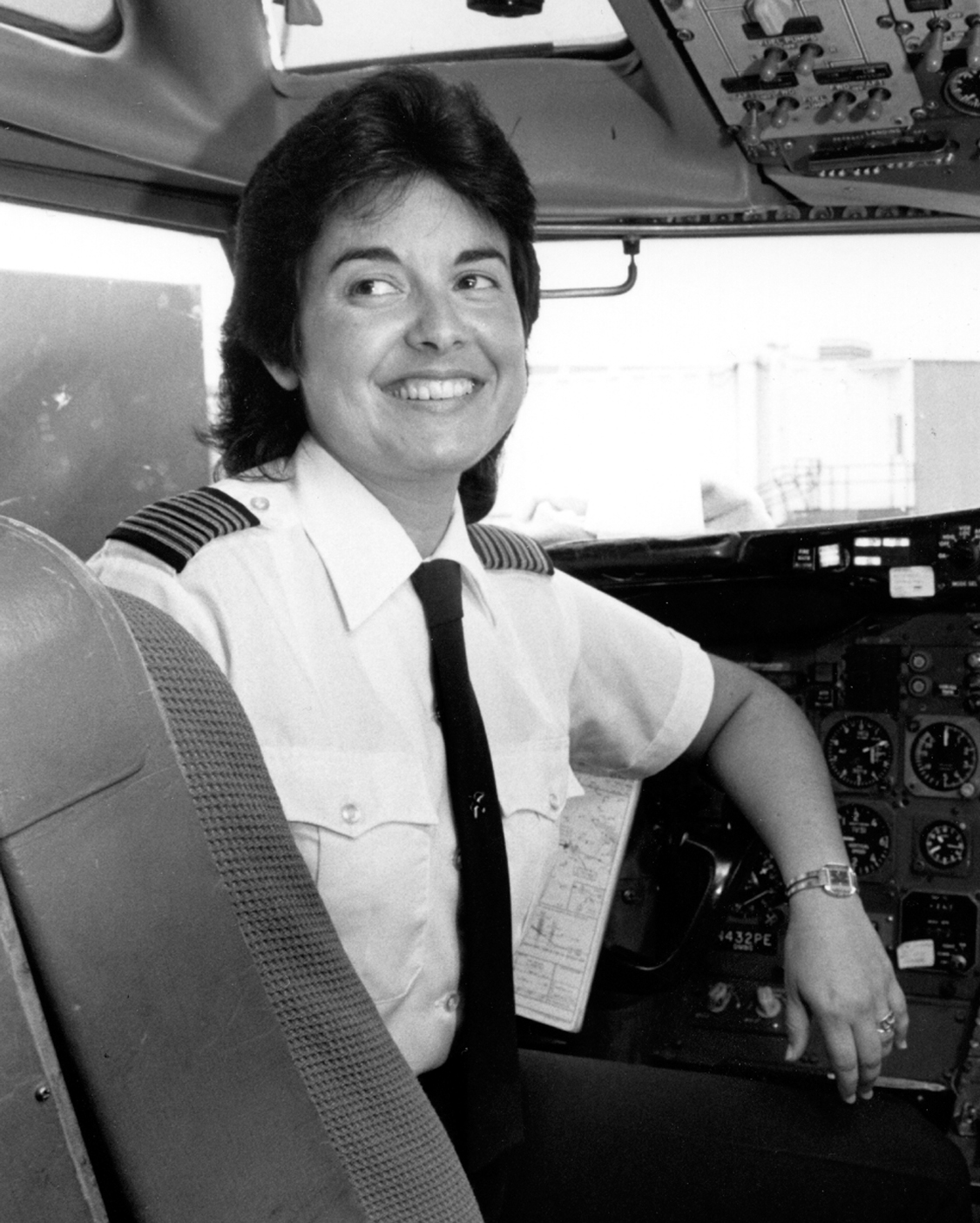
Beverly Burns, die weltweit erste Pilotin einer Boeing 747 (1985)

Folgende Dienstgradabzeichen sind am Beispiel der Lufthansa gewählt – sie können von Fluggesellschaft zu Fluggesellschaft abweichen, bzw. um weitere Ränge ergänzt werden.
| Bezeichnung (Abkürzung)     | Bezeichnung (Abkürzung)                   | Funktionen | Rangabzeichen |
| --------------------------- | ----------------------------------------- | --- | ------------- |
| Captain (CPT)               | Kapitän/Kommandant (PIC)                  | verantwortlich für die Sicherheit, hat die Entscheidungs- und Weisungsbefugnis [pilot in command]                                         |               |
| Senior First Officer (SFO)  | Kopilot (PICR)                            | vertritt auf Ultralangstrecken den Kapitän während dessen Ruhepause (PICR); er sitzt dann auf dem linken Sitz                             |               |
| First Officer (FO)          | Kopilot                                   | |               |
| Second Officer (SO)         | Kopilot in Ausbildung zum ersten Offizier | wird durch einen Ausbildungskapitän überwacht                                                                                             |               |
| Cruise Relief Copilot (CRC) | Kopilot im Reiseflug                      | sitzt nur während des Reiseflugs am Steuer                                                                                                |               |
| Flight Engineer (FE)        | Flugingenieur                             | bedient die Systeme des Flugzeugs (heute nur noch auf älteren Flugzeugtypen vorhanden, ansonsten übernehmen die Piloten diese Arbeit mit) |               |

### Arbeitszeitgestaltung
Im Oktober 2009 kritisierte die Vereinigung Cockpit die Arbeitszeiten von Piloten als unbefriedigend und als bedrohlich für die Sicherheit der Passagiere. Sie erklärte mit Verweis auf eine von der EU beauftragten Studie (Moebus-Report), dass die Regelungen der EU zu Flugzeit und Ruhezeiten eine gefährliche Übermüdung und Erschöpfung begünstigten.
Die Annahme, dass bei der Pilotenlaufbahn eine Vereinbarkeit von Familie und Beruf nicht gegeben sei, gilt als ein wesentlicher Grund für den geringen Anteil an Frauen unter den Piloten und unter den Bewerbern für diese Laufbahn, wobei ein geringeres Interesse von Mädchen für technische Berufe hinzu kommt. Angesichts des Personalmangels realisierte die Fluggesellschaft Lufthansa im Jahr 2000 ein (inzwischen wieder eingestelltes) Programm, das Job-Sharing für Piloten mit kleinen Kindern sowie Teilzeitarbeit ermöglichte und auch Flugkapitänen offenstand.

## Fliegerärztliche Tauglichkeit

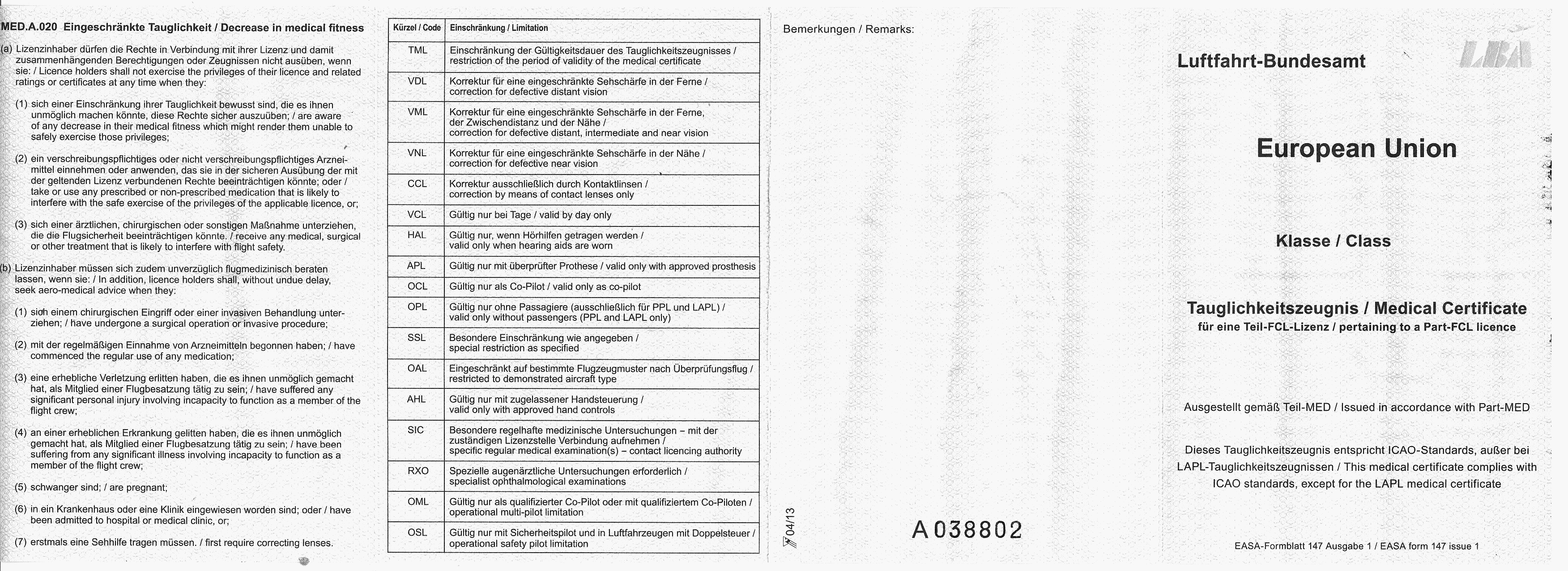
Vordruck Deutschland Medizinisches Tauglichkeitszeugnis

Grundvoraussetzung für die Flugausbildung und die Tätigkeit als Pilot ist die Flugtauglichkeit. Die internationalen Richtlinien der Internationale Zivilluftfahrtorganisation (ICAO) gliedern die medizinische Tauglichkeit in drei Klassen;
- Klasse 1 für gewerbsmäßige Piloten
- Klasse 2 für nichtgewerbsmäßige Piloten
- Klasse 3 für Fluglotsen

Im Bereich der Europäischen Agentur für Flugsicherheit (EASA) gibt es eine weitere Klasse der Tauglichkeit, die aber nur in den Mitgliedsstaaten der EASA gültig ist: das Tauglichkeitszeugnis für Piloten von Leichtflugzeuge (LAPL). Darüber hinaus gibt es nationale Lizenzen, z. B. das Sport Pilot Certificate in den Vereinigten Staaten, welches keine medizinische Untersuchung erfordert.
Der Fliegerarzt stellt nach der Fliegerärztlichen Tauglichkeitsuntersuchung das Medizinische Tauglichkeitszeugnis (englisch medical certificate) aus, das vom Piloten mitzuführen ist. Der Pilot ist selbst in der Verantwortung zu prüfen, ob er vor Antritt des Fluges flugtauglich ist. Sollte er Zweifel darüber haben, ob er flugtauglich ist, darf er den Flug nicht antreten. Bei schwerwiegenden Krankheiten, Unfällen und chirurgischen Eingriffen wird er automatisch fluguntauglich und darf erst nach der Genesung und einer Konsultation und Freigabe durch den Fliegerarzt die Pilotentätigkeit wieder aufnehmen.

## Flugausbildung
Die Flugausbildung für ICAO anerkannten Lizenzen ist generell durch die Konvention der Internationalen Zivilluftfahrtorganisation geregelt. In der Europäischen Union ist die Ausbildung detailliert durch die Verordnung (EU) Nr. 1178/2011 (EU-FCL) geregelt und erfolgt in einer Flugschule, z. B. in einem Luftsportverein oder an einer Verkehrsfliegerschule. Im Rahmen der Ausbildung wird meist ein Sprechfunkzeugnis (AZF, BZF 1, BZF 2) erworben, das den Piloten dazu berechtigt, den Sprechfunk durchzuführen und Funknavigationseinrichtungen zu nutzen. Die Sprechfunkausbildung kann aber auch integraler Teil der Pilotenausbildung sein, ohne dass ein Sprechfunkzeugnis ausgestellt wird.
Grundsätzlich gibt in bei den EASA-Mitgliedsstaaten zwei unterschiedliche Arten von Flugschulen:
- Zugelassene Ausbildungsorganisation, (englisch Approved Training Organisation) ATO, welche einen umfangreichen Genehmigungsprozess durchlaufen und alle Arten von Luftfahrzeugführen, insbesondere auch Berufspiloten und Verkehrspiloten ausbilden, z. B. Verkehrsfliegerschulen.
- Erklärte Ausbildungsorganisation, (englisch Declared Training Organisation) DTO, welche bis zur Privatpilotenlizenz und nur im Sichtflug ausbilden dürfen. Als Beispiel seien hier die kleinen Flugschulen der Luftsportvereine genannt.[4]

Nach der abgeschlossenen Ausbildung kann der Pilot weitere Fortbildungsschritte unternehmen, die ihn zum Führen größerer und komplexerer Muster befähigen, den sogenannten Ratings. Als Beispiel:
- Führen von mehrmotorigen Flugzeugen (Multi-Engine-Rating)
- Flugzeugen mit Strahltriebwerken

Weiterhin eine Weiterbildung, um weitere Berechtigungen zu bekommen, z. B.
- Nachtflug
- Instrumentenflug
- Fluglehrer
- Testpilot

Um größere und komplexere Flugzeuge fliegen zu dürfen, ist eine auf den bestimmten Flugzeugmuster bezogene Musterberechtigung zu erwerben.
Um ein Flugzeug mit mehreren Besatzungsangehörigen zu fliegen, ist eine spezielle Ausbildung zur Schulung der Kommunikation und Koordination zwischen den Mitgliedern der Cockpitbesatzung (englisch multi-crew-cooperation MCC) erforderlich.

### Militärische Ausbildung
Flugschüler in der militärischen Luftfahrt sind meist angehende Offiziere, seltener Unteroffiziere, die eine fliegerische Ausbildung durchlaufen. Meistens findet vor dem eigentlichen Beginn der Ausbildung ein allgemeines und fliegerisches Auswahlverfahren statt, in dem sichergestellt werden soll, dass nur gut geeignete Kandidaten die straff organisierte und fliegerisch anspruchsvolle Ausbildung durchlaufen.

## Fluglizenz

### ICAO-konform

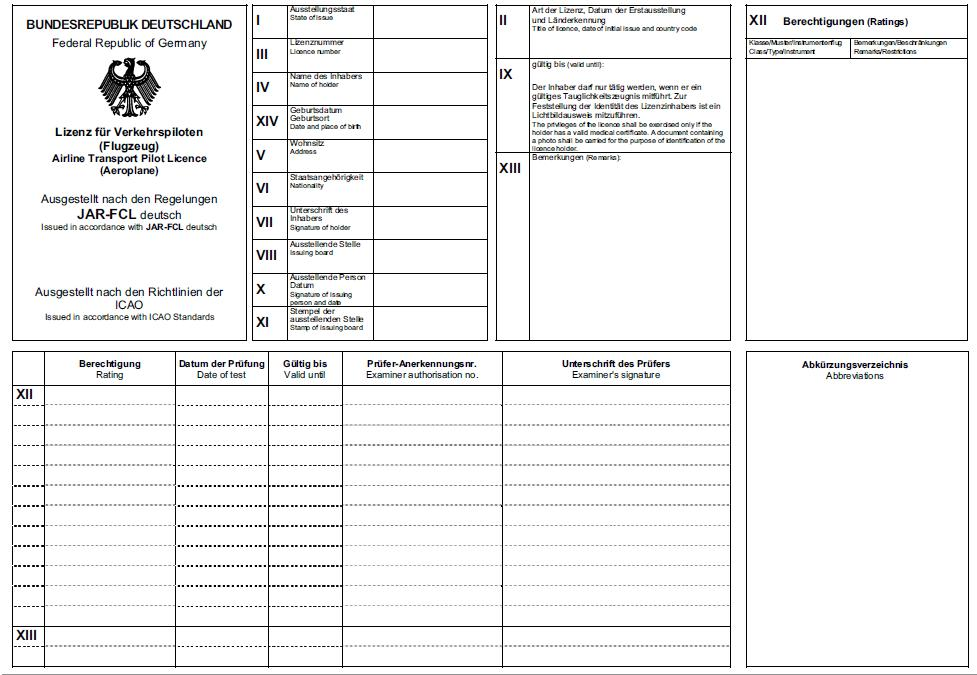
Verkehrspilotenlizenz

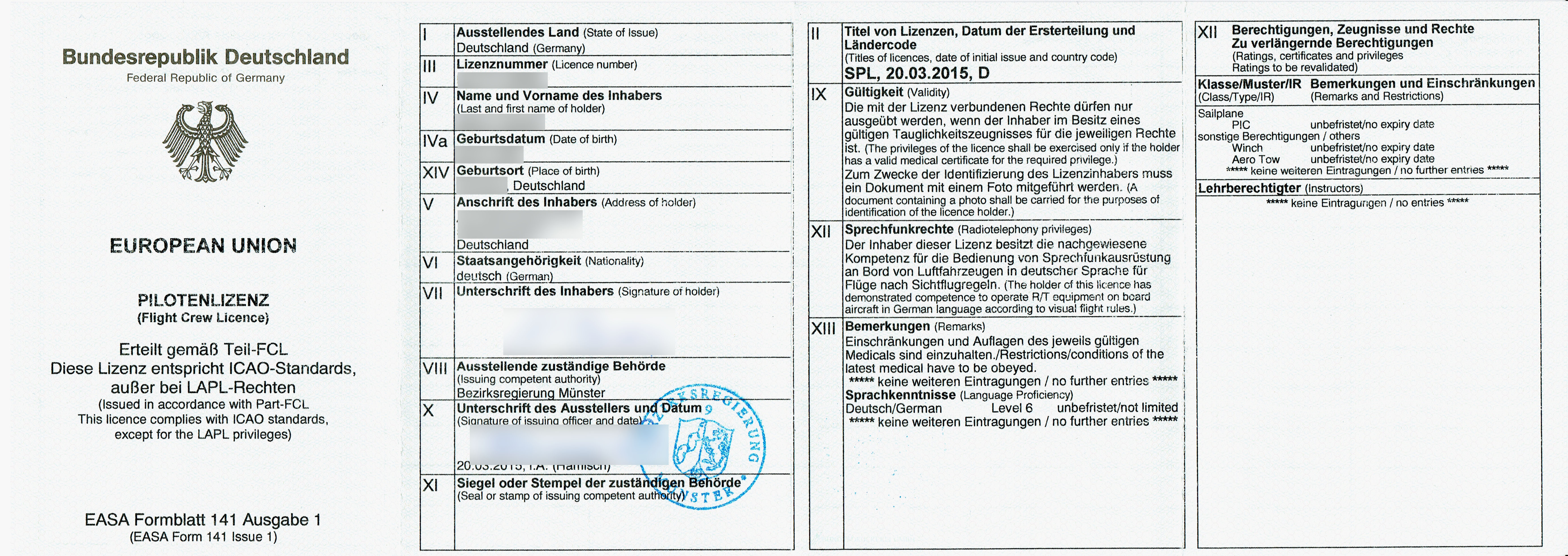
EASA Segelfluglizenz

Die Internationale Zivilluftfahrtorganisation ICAO sorgt für eine international einheitliche Handhabung verschiedenster praktischer Aspekte der Luftfahrt einschließlich der Lizenzen. Nach der Richtlinie der ICAO werden weltweit durch die zuständigen Luftfahrtbehörde nach Abschluss der jeweiligen Flugausbildung und dem Ablegen einer theoretischen und praktischen Prüfung folgende Lizenzen ausgestellt:
- Privatpilotenlizenz, PPL englisch Private Pilot License
- Berufspilotenlizenz, CPL von englisch Commercial Pilot License
- Multi-Crew Pilot Licence, MPL erlaubt den Einsatz als Co-Pilot in Linienflügen mit einem Flugkapitän als verantwortlichen Piloten
- Verkehrspilotenlizenz|Lizenz für Verkehrspiloten, ATPL (von englisch Air Transport Pilot License)

Mit diesen Lizenzen darf weltweit ein Luftfahrzeug des Ausstellerstaates der Lizenz geführt werden. Ein Konvertierung in die gleichwertige Pilotenlizenz eines anderen Staates ist meist in einem vereinfachten Verfahren möglich. Die ICAO-konformen Lizenzen werden sowohl für Flugzeug, Drehflügler, Luftschiffe, Freiballon, Segelflugzeug und Luftfahrzeuge mit vertikaler Start- und Landefähigkeit ausgestellt.

### Nationale Pilotenlizenz

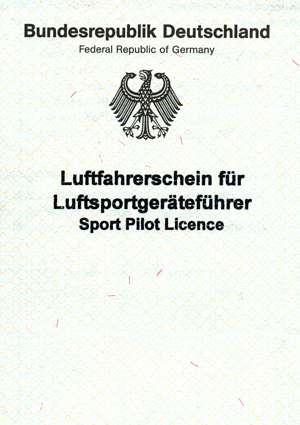
Luftfahrerschein für Luftsportgeräteführer

Viele Staaten und auch die Europäische Union haben im eigenen Rechtskreis zusätzliche Lizenzierungen für Piloten. Diese Lizenzen gelten meist nur in den ausgestellten Staaten und können nur aufgrund binationaler Vereinbarungen in anderen Ländern verwendet oder in gleichwertige Lizenzen anderer Länder umgetauscht werden:
- Leichtluftfahrzeug-Pilotenlizenz der Europäischen Union
- Luftfahrerschein für Luftsportgeräteführer, SPL (von englisch Sport Pilot License aus Deutschland)
- Ultraleichtschein, die österreichische Erlaubnis für Ultraleichtpiloten
- Student Pilot Certificate, Sport Pilot Certificate und Recreational Pilot Certificate als besondere Lizenzen der Federal Aviation Administration in den Vereinigten Staaten

Die Fluglizenz ist während des Fluges vom Piloten mitzuführen.

## Bekannte Piloten
siehe Liste bekannter Personen der Luftfahrt